# Suazi na Mistrzostwach Świata w Lekkoatletyce 2009
Suazi na Mistrzostwach Świata w Lekkoatletyce 2009 reprezentowane było przez dwoje zawodników – jedną kobietę i jednego mężczyznę. Żadnemu ze sportowców nie udało się zdobyć medalu podczas tego czempionatu. 

## Zawodnicy

### Bieg na 200 m mężczyzn
| Zawodnik           | Konkurencja | Eliminacje    | Eliminacje | Ćwierćfinały  | Ćwierćfinały  | Półfinały     | Półfinały     | Finał         | Finał         |
| Zawodnik           | Konkurencja | Czas          | Miejsce    | Czas          | Miejsce       | Czas          | Miejsce       | Czas          | Miejsce       |
| ------------------ | ----------- | ------------- | ---------- | ------------- | ------------- | ------------- | ------------- | ------------- | ------------- |
| Sibusiso Matsenjwa | 200 m       | 21.93 sek. PB | 55.        | Nie awansował | Nie awansował | Nie awansował | Nie awansował | Nie awansował | Nie awansował |

### Bieg na 200 m kobiet
| Zawodniczka     | Konkurencja | Eliminacje    | Eliminacje | Ćwierćfinały   | Ćwierćfinały   | Półfinały      | Półfinały      | Finał          | Finał          |
| Zawodniczka     | Konkurencja | Czas          | Miejsce    | Czas           | Miejsce        | Czas           | Miejsce        | Czas           | Miejsce        |
| --------------- | ----------- | ------------- | ---------- | -------------- | -------------- | -------------- | -------------- | -------------- | -------------- |
| Nomvula Dlamini | 200 m       | 25.70 sek. PB | 41.        | Nie awansowała | Nie awansowała | Nie awansowała | Nie awansowała | Nie awansowała | Nie awansowała |